# Laurin Ulrich
Laurin Ulrich (* 31. Januar 2005 in Heidenheim an der Brenz) ist ein deutscher Fußballspieler. Er steht beim VfB Stuttgart unter Vertrag und ist seit Sommer 2025 an den Zweitligisten 1. FC Magdeburg verliehen.

## Karriere

### Vereine
Ulrich, geboren und aufgewachsen in Ostwürttemberg, wechselte in der Jugend 2016 von der TSG Nattheim zum VfB Stuttgart. In der B-Junioren-Bundesliga 2021/22 wurde er mit dem VfB Staffel-Meister und ermöglichte mit einem Doppelpack im Halbfinalrückspiel den Einzug in das Endspiel um die Deutsche U17-Meisterschaft. Am 8. Juli 2022 unterzeichnete Ulrich in Stuttgart eine langfristige Vertragsverlängerung. Danach wurde er mit der Fritz-Walter-Medaille in Silber ausgezeichnet.
Am 12. November 2022 gab Ulrich am 15. Spieltag der Saison 2022/23 für die erste Mannschaft des VfB Stuttgart gegen Bayer 04 Leverkusen sein Debüt in der Bundesliga. Nach einer Mandeloperation im August 2023  verpasste er in der Vorbereitung den Anschluss zum Bundesligakader und spielte fortan bei der in der Regionalliga Südwest antretenden Zweiten Mannschaft. Mit drei Toren und zehn Torvorlagen in 23 Spielen trug er zur Viertligameisterschaft und damit dem Aufstieg in die 3. Liga bei.
Zur Saison 2024/25 verlieh ihn der VfB an den SSV Ulm 1846, der zuvor in die 2. Bundesliga aufgestiegen war. Nachdem er unter Thomas Wörle in der Hinrunde nur zu fünf Einsätzen (einmal von Beginn) gekommen war, wurde die Leihe in der Winterpause vorzeitig beendet und Ulrich beim VfB in die zweite Mannschaft integriert.
Zur Saison 2025/26 verlieh ihn der VfB für ein Jahr an den 1. FC Magdeburg.

### Nationalmannschaft
Im Oktober 2020 debütierte Ulrich für die U16-Nationalauswahl Deutschlands gegen Dänemark. Bei der U-17-Europameisterschaft 2022 war er der Kapitän der deutschen U17-Nationalmannschaft, die im Viertelfinale das Elfmeterschießen gegen Frankreich verlor.

## Titel
Vereine
- Meister der Regionalliga Südwest und Aufstieg in die 3. Liga: 2024
- Deutscher A-Junioren-Pokalsieger: 2022
- Meister der B-Junioren-Bundesliga Süd/Südwest: 2022

Individuell
- Fritz-Walter-Medaille: Silber 2022 (U17)